# Meeker (Kolorado)
Meeker – miasto w Stanach Zjednoczonych, w stanie Kolorado, siedziba administracyjna hrabstwa Rio Blanco.